# Saussay (Eure-et-Loir)
Saussay é uma comuna francesa na região administrativa do Centro, no departamento de Eure-et-Loir. Estende-se por uma área de 4,59 km². Em 2010 a comuna tinha 1 120 habitantes (densidade: 244 hab./km²).